# Вайгель, Кристиан Эренфрид
Кристиан Эренфрид Вайгель (нем. Christian Ehrenfried Weigel или нем. Christian Ehrenfried von Weigel, 2 мая 1748 — 8 августа 1831) — немецкий ботаник, профессор ботаники, миколог, химик, профессор химии, а также врач и доктор медицинских наук.

## Биография
Кристиан Эренфрид Вайгель родился в городе Штральзунд 2 мая 1748 года.
Вайгель был директором ботанического сада Грайфсвальда. Кристиан Эренфрид Вайгель был членом Шведской королевской академии наук.
Он вёл переписку с выдающимся шведским учёным Карлом Линнеем. Его переписка с Карлом Линнеем длилась с 17 мая 1768 года до 28 февраля 1774 года.
В 1775 году он был профессором химии и ботаники в Университете Грайфсвальда.
Кристиан Эренфрид Вайгель умер в городе Грайфсвальд 8 августа 1831 года.

## Научная деятельность
Кристиан Эренфрид Вайгель специализировался на папоротниковидных, семенных растениях и на микологии.

## Публикации
- Observationes chemicae et mineralogicae II Partes (Gottingiae 1771 et Gryphiae 1773)[5].
- Vom Nutzen der Chemie (1774)[5].
- Der Einfluß chemischer Kenntnisse in der Oeconomie (1778)[5].
- Grundriß der reinen und angewandten Chemie (2 Bde. 1777)[5].
- De calore animale (1778)[5].
- Beiträge zur Geschichte der Luftarten (als Nachtrag zur Uebersetzung der Schriften von Lavoisier, 1784)[5].
- Anleitung zur allgemeinen Scheidekunst (1788—1794)[5].
- Magazin für Freunde der Natur-Lehre (Berlin 1794—1797)[5].
- Versuch einer Geschichte des Blaserohrs und seiner Anwendung (Crelle’s Beiträge IV, 1790, V, 1791)[5].

## Почести
Род растений Weigela был назван в его честь.